# Зайн (річка)
Зайн (іноді тж. Зайнбах) — невелика річка Німеччини на півдні Вестервальду, одна з приток Рейну. Впадає в Рейн між містами Нойвід і Кобленц.
| Річка | Це незавершена стаття про річку. Ви можете допомогти проєкту, виправивши або дописавши її. |